# 阿西莫夫科幻小说

《艾西莫夫科幻小说》的杂志封面

《艾西莫夫科幻小说》（Asimov's Science Fiction）是美国的一本发表科幻和奇幻小说的杂志。
其名字来自科幻小说家艾萨克·阿西莫夫。现由出版，ISSN 1065-2698。每年出版10期：除了四/五月、十/十一月为合刊外，其他的每月一期。1977年春天以的名字创刊。艾西莫夫本人拒绝任主编，但承担了编辑指导和回答读者来信的工作，直到他1992年去世。发刊频率几经改变，现在的一年十期制度始于1990年代初。
历任主编：
- George H. Scithers, 1977-1982
- Kathleen Moloney, 1982 （临时）
- Shawna McCarthy, 1983-1985
- Gardner Dozois, 1986-2004
- Sheila Williams, 2004-